# 双子座6A号
双子座号是双子座计划中的第五次载人飞行任务，也是美国的第十三次太空任务（包括飞行高度超过100千米的任务）。

## 任务成员
- 瓦尔特·施艾拉（Wally Schirra，曾执行水星8号、双子座6A号以及阿波罗7号任务），指令飞行员
- 托马斯·斯塔福德（Tom Stafford，曾执行双子座6A号、双子座9A号、阿波罗10号以及阿波罗-联盟测试计划任务），飞行员

### 替补成员
替补成员同样接受任务训练，在主力成员因各种原因无法执行任务时接替。
- 维吉尔·格里森（Virgil I. Grissom，曾执行水星-红石4号、双子座3号以及阿波罗1号任务），指令飞行员
- 约翰·杨（John Young，曾执行双子座3号、双子座10号、阿波罗10号、阿波罗16号、以及任务），飞行员